# Özkan
Özkan ist ein türkischer männlicher Vorname mit der Bedeutung edles Blut, der auch häufig als Familienname auftritt.

## Namensträger

### Vorname
- Özkan Baltacı (* 1994), türkischer Hammerwerfer
- Özkan Çeliker (* 1980), türkischer Fußballschiedsrichter
- Özkan Gümüş (* 1977), türkischer Fußballspieler und -trainer
- Özkan Karabulut (* 1991), türkischer Fußballspieler
- Özkan Karslı (* 1978), türkischer Fußballtorhüter
- Özkan Koçtürk (* 1974), deutsch-türkischer Fußballspieler
- Özkan Sümer (1937–2020), türkischer Fußballspieler, -trainer und -funktionär
- Özkan Taştemur (* 1995), schweizerisch-türkischer Fußballspieler
- Özkan Toprak (* 1985), türkischer Fußballspieler
- Özkan Uğur (1953–2023), türkischer Musiker und Schauspieler
- Özkan Yildirim (* 1993), deutscher Fußballspieler türkischer Herkunft
- Özkan Yorgancıoğlu (* 1954), zyperntürkischer Politiker

### Familienname
- Abdulla Özkan (* 1974), Betroffener des Nagelbombenanschlags in Köln
- Ali Kemal Özkan (* 1993), türkischer Fußballspieler
- Aygül Özkan (* 1971), deutsche Politikerin (CDU), niedersächsische Landesministerin
- Burcu Çelik Özkan (* 1986), türkisch-kurdische Politikerin
- Cahit Özkan (* 1976), türkischer Politiker und Jurist
- Can Özkan (* 1999), deutscher Fußballspieler
- Devrim Özkan (* 1998), türkische Schauspielerin
- Duygu Özkan (* 1981), österreichische Historikerin und Journalistin
- Ebru Özkan (* 1978), türkische Schauspielerin
- Emre Özkan (* 1988), türkischer Fußballspieler
- Ertan Özkan (* 1996), türkischer Leichtathlet
- Fevzi Özkan (* 1986), türkischer Fußballspieler
- Gabriel Özkan (* 1986), schwedischer Fußballspieler
- Gülsel Özkan (* 1966), türkischstämmige Filmregisseurin und Drehbuchautorin
- Gürkan Özkan, türkischer Musiker
- Hayati Özkan (1907–nach 1936), türkischer Fußballspieler
- Hülya Özkan (* 1957), deutsch-türkische Fernsehmoderatorin
- Hüsamettin Özkan (* 1950), türkischer Politiker
- Hüseyin Özkan (* 1972), türkischer Judoka
- Kerem Özkan (Segler) (* 1976), türkischer Segler
- Kerem Özkan (Basketballspieler) (* 1988), türkischer Basketballspieler
- Mustafa Özkan (* 1975), deutsch-türkischer Fußballspieler
- Ömer Özkan (* 1971), türkischer Chirurg
- Ozan Özkan (* 1984), türkischer Fußballspieler
- Rona Özkan (* 1994), deutsche  Schauspielerin
- Selçuk Özkan (* 1985), türkischer Fußballspieler
- Serdar Özkan (* 1987), türkischer Fußballspieler
- Sibel Özkan (* 1988), türkische Gewichtheberin
- Sinan Özkan (* 1988), französisch-türkischer Fußballspieler
- Tahsin Özkan (* 1988), deutscher Regisseur, Produzent, Kameramann, Filmeditor und Medienpädagoge
- Talip Özkan (1939–2010), türkischer Sänger
- Tuncay Özkan (* 1966), türkischer Journalist und Politiker
- Yavuz Özkan (* 1985), türkischer Fußballtorhüter